# Sajóháza
Sajóháza (szlovákul Nadabula), Rozsnyó városrésze Szlovákiában, a Kassai kerület Rozsnyói járásában.

## Fekvése
Rozsnyó belvárosától 3 km-re északnyugatra, a Sajó jobb partján fekszik.

## Története
A települést a 14. század második felében alapították. Az esztergomi érsekség, majd 1776-tól a rozsnyói püspökség birtoka volt. 1412-ben mint bányásztelepülés kiváltságban részesült, mentesítést kapott a tized fizetése alól. Az itt bányászott vasércet a közeli Rozsnyón dolgozták fel. 1728-ban 33 jobbágy és 12 zsellércsalád lakta a falut.
Vályi András 1799-es leírása szerint: „NADABULA. Elegyes magyar falu Gömör Várm. földes Ura a’ Rozsnyói Püspök, lakosai külömbfélék, fekszik Rozsnyóhoz nem meszsze, és annak filiája, földgyének 2/3 része hegyes, és köves, piatzozása közel Rozsnyón, fája mind a’ két féle van, legelője nem épen elég, vas bánya is van határjában.”
1828-ban 153 házában 841 lakos élt. A 19. században a bányászati termelés növekedésével Sajóháza tovább fejlődött, vaskohó és papírgyár létesült a községben. Lakói főként bányászattal foglalkoztak.
Fényes Elek 1851-ben ezt írja róla: „Nadabula, magyar-tót falu, Gömör és Kis-Honth egyesült vmegyékben, ut. p. Rosnyóhoz 1/2 órányira a Sajó mellett: 126 kath., 715 evang. lak. Határa szűk, hegyes és kősziklás; de erdeje szép; a vasbányákban szorgalmatosan dolgozik. F. u. a rosnyói püspök.”
Borovszky monográfiasorozatának Gömör-Kishont vármegyét tárgyaló része szerint: „Nadabula, sajóvölgyi magyar kisközség, 106 házzal és 550 róm. kath. vallású lakossal. 1414-ben Nadabolia néven az esztergomi érseké. Később a rozsnyói püspökség uradalmába jutott, mely itt ma is birtokos. Határában vaskő-bányák vannak, továbbá itt van Raxer Gyula papiranyag-gyára. Temploma nincs. Postája, távírója s vasúti állomása Rozsnyó.”
1960-ban csatolták Rozsnyóhoz.

## Népessége
1880-ban Sajóházát 489-en lakták, ebből 373 magyar és 69 szlovák anyanyelvű.
1890-ben 430 lakosából 342 magyar és 75 szlovák anyanyelvű volt.
1900-ban 550-en lakták, ebből 355 magyar és 136 szlovák anyanyelvű.
1910-ben 554, többségben magyar lakosa volt, jelentős szlovák kisebbséggel.
1921-ben 618 lakosából 460 magyar és 142 csehszlovák.
1930-ban 745 lakosából 261 magyar és 424 csehszlovák volt.
1941-ben 844-en lakták: 769 magyar és 69 szlovák.

## Lásd még
- Rozsnyó

## Külső hivatkozások
- E-obce.sk Archiválva 2009. március 7-i dátummal a Wayback Machine-ben
- Rozsnyó város hivatalos oldala
- Sajóháza Szlovákia térképén